# Edoardo Reja
Edoardo „Edy“ Reja (* 10. Oktober 1945 in Gorizia, Italien) ist ein ehemaliger italienischer Fußballspieler und heutiger Fußballtrainer.

## Familie
Edoardo Reja wurde als Sohn eines slowenischen Vaters und einer friulanischen Mutter in Gorizia geboren.

## Karriere

### Spielerkarriere
Reja kam aus der Jugend von SPAL 1907 in dessen Profimannschaft und wurde nach einiger Anlaufzeit auch wichtiger Bestandteil des Teams. Zusammen mit diesem konnte er in der Spielzeit 1964/65 den Aufstieg in die Serie A feiern. Nachdem SPAL 1968 in die Serie B absteigen musste, wechselte Reja zur SSC Palermo und spielte somit weiterhin erstklassig. In seinem zweiten Jahr auf Sizilien musste jedoch auch Palermo den Gang in die zweite Liga antreten, diesmal folgte Reja der Mannschaft. 1972 folgte der Wiederaufstieg in die Serie A, 1973 stieg Palermo jedoch erneut ab, Reja schloss sich daraufhin der US Alessandria Calcio an, die allerdings in der dritten Liga spielte. Mit Alessandria gelang Reja im ersten Jahr der Aufstieg in die Serie B, 1975 folgte dann wieder der Gang in die Drittklassigkeit. 1976 wechselte Reja noch einmal zu Benevento Calcio und ließ dort seine Karriere ausklingen.

### Trainerkarriere
Nach seiner Spielerlaufbahn widmete sich Reja dem Dasein als Fußballlehrer und trainierte von 1979 bis 1986 zunächst viele kleinere Mannschaften. Nach einem kurzen Engagement bei Varese Calcio wurde er Jugendtrainer bei Pescara Calcio. Nach einem Jahr als Trainer der Profimannschaft wechselte Reja oft die Vereine und trainierte überwiegend mittelklassige Zweitligamannschaften. Seinen ersten großen Erfolg als Trainer erlebte er in der Saison 1996/97, als ihm mit Brescia Calcio der Aufstieg in die Serie A gelang. Nach einem Jahr bei Torino Calcio wurde er Cheftrainer bei Vicenza Calcio, mit denen er ebenfalls in die Serie A aufsteigen konnte. Da allerdings der sofortige Wiederabstieg folgte, musste Reja gehen. Nach erneut sehr kurzen Stationen für den CFC Genua und Catania Calcio konnte er mit Cagliari Calcio wieder den Aufstieg in die erste Liga feiern. 2005 wechselte Reja dann zum SSC Neapel, bei der er in vier Jahren – seine längste Trainerstation – sowohl den Aufstieg in die Serie B 2006, als auch den Aufstieg in die Serie A 2007 schaffte. Zudem etablierte sich Neapel unter ihm in der höchsten italienischen Spielklasse. Nach einem Kurz-Auftritt bei Hajduk Split wechselte Reja 2010 zu Lazio Rom, seiner bisher einzigen größeren Trainerstation. Hier konnte er in den Spielzeiten 2010/11 sowie 2011/12 mit den Ligaplätzen vier und fünf respektable Erfolge erzielen. In letzter Saison fehlten im zwei Punkte auf Udinese Calcio, um sich für die Play-offs der Champions League zu qualifizieren. Nach seinem Rücktritt 2012 nahm sich Reja eine Auszeit vom Fußball, kehrte jedoch Anfang 2014 wieder zu Lazio zurück, da der Verein sich mit dem damaligen Trainer Vladimir Petković überworfen hatte. Nach einem enttäuschenden neunten Platz am Ende der Saison 2013/14 nahm Reja erneut seinen Hut. Ab März 2015 trainierte Reja den Erstligisten Atalanta Bergamo in Nachfolge des entlassenen Stefano Colantuono. Im Juni 2016 wurde Reja bei Atalanta Bergamo freigestellt. Im April 2019 folgte Reja Christian Panucci als Trainer der albanischen Nationalmannschaft. Nach 38 Spielen im Amt wurde der Vertrag von Reja Ende 2022 nicht mehr verlängert.

## Erfolge

### Als Spieler
- Aufstieg in die Serie A: 1964/65, 1971/72

### Als Trainer
- Italienischer Zweitligameister: 1996/97, 1999/00
- Aufstieg in die Serie A:  2003/04, 2006/07